# Carlos Domingos Massoni
Carlos Domingos Massoni, también conocido como Mosquito, (nacido el 4 de enero de 1939 en São Paulo, Brasil) fue un jugador brasileño de baloncesto. Consiguió 12 medallas en competiciones internacionales con Brasil. 